# Solar Power (singolo)
Solar Power è un singolo della cantante neozelandese Lorde, pubblicato l'11 giugno 2021 come primo estratto dal terzo album in studio omonimo.
Il brano, scritto e prodotto a quattro mani dalla stessa Lorde insieme a Jack Antonoff, vede la partecipazione in qualità di coriste delle cantanti Phoebe Bridgers e Clairo.

## Pubblicazione
Il brano è stato erroneamente pubblicato su alcune piattaforme di musica digitale e in streaming con sei ore d'anticipo rispetto alla sua pubblicazione ufficiale, salvo poi venire rimosso. Solar Power è stato successivamente distribuito in tutto il mondo a mezzanotte dell'11 giugno 2021 secondo il Central European Time.

## Video musicale
Il video musicale, diretto da Joel Kefali e Ella Yelich-O’Connor, è stato pubblicato sul canale Vevo della cantante contestualmente all'uscita del singolo.

## Tracce
Testi e musiche di Ella Yelich-O'Connor e Jack Antonoff.
1. Solar Power – 3:12

## Formazione
Crediti adattati da Tidal.
Musicisti
- Lorde – voce
- Jack Antonoff – basso, chitarra elettrica, chitarra acustica, tamburi, percussioni, chitarra a dodici corde
- Phoebe Bridgers – cori
- Claire Cottrill – cori
- Matt Chamberlain – tamburi, programmazione, percussioni
- Evan Smith – sassofono
- Cole Kamen-Green – tromba

Produzione
- Lorde – produzione
- Jack Antonoff – produzione
- Mark "Spike" Stent – missaggio
- Matt Wolach – assistenza al missaggio
- Chris Gehringer – mastering
- Will Quinnell – mastering

## Classifiche
| Classifica (2021) | Posizione massima |
| ----------------- | ----------------- |
| Australia         | 14                |
| Canada            | 22                |
| Croazia           | 77                |
| Grecia            | 68                |
| Irlanda           | 11                |
| Lituania          | 36                |
| Nuova Zelanda     | 2                 |
| Paesi Bassi       | 99                |
| Portogallo        | 48                |
| Regno Unito       | 17                |
| Repubblica Ceca   | 77                |
| Singapore         | 24                |
| Slovacchia        | 64                |
| Stati Uniti       | 64                |
| Svezia            | 54                |
| Svizzera          | 95                |